# Іша (річка)
Іша (рос. Иша) — річка у Росії, права притока Катуні, тече в Республіці Алтай і Алтайському краї.

## Фізіографія
Іша бере початок в серед хребтів північного Алтаю на півночі Республіки Алтай на крайньому сході Чойського району біля кордону з Турочацьким районом на висоті приблизно 550 м над рівнем моря. Від витоку на значній відстані тече переважно на захід у широкій долині між горами висотою 500–1000 м. Після райцентру Чоя річка повертає на північний захід, приймає зліва води своєї найбільшої притоки Малої Іши і невдовзі після цього різко повертає на північ, утворюючи на цьому відрізку кордон між Республікою Алтай і Алтайським краєм. Відразу після виходу на територію Алтайського краю знову відхиляється до північного заходу і тече повз невисокий хребет Станова Грива до села Карагайка, де повертає на захід, після злиття з правою притокою Чапшею — на південний захід. Від села Новозиково тече на захід, перед селом Усть-Іша повертає на північ. Незадовго до села Нова Суртайка різко звертає на захід і через 10 км впадає в Катунь поблизу села Мост-Іша на висоті 220 м над рівнем моря. В районі гирла Іша має 90-130 м завширшки й глибину до 1 м; швидкість плину 0,4 м/с.
Основні притоки: Чойка, Мала Іша, Тайнушка, Ташта, Карагуж — ліві, Чапша й Устюбень — праві.

## Гідрологія
Довжина річки 120 км, площа басейну 3 400 км². Середньорічний стік, виміряний за 15 км від гирла біля села Усть-Іша у 1932–2000 роках, становить 35,7 м³/с. Багаторічний мінімум стоку спостерігається у лютому (4,16 м³/с), максимум — у квітні (170 м³/с). За період спостережень абсолютний мінімум місячного стоку (2 м³/с) спостерігався у січні 1956 року, абсолютний максимум (428 м³/с) — у травні 1966.

## Інфраструктура
Річка тече по території Чойського району Республіки Алтай і Красногорського району Алтайського краю; басейн Іши також в основному лежить в межах цих районів; лише верхів'я деяких її приток розташовані на сході Маймінського і півдні Турочацького районів Республіки Алтай.
Населені пункти на річці: Ускуч, Ішинськ, Совєтське, Чоя, Гусевка, Кіска, Тайна, Івановка, Карагайка, Курлек, Новозиково, Карагуж, Горний, Усть-Іша, Нова Суртайка, Мост-Іша (Алтайський край).
Біля гирла Ішу перетинає автомобільний міст на федеральній автотрасі М52 Новосибірськ—монгольський кордон (Чуйський тракт); село Мост-Іша розташоване біля цього мосту.
Регіональна автодорога Горно-Алтайськ—Чоя—Артибаш, яка зв'язує столицю Республіки Алтай з Телецьким озером, проходить удовж верхньої течії Іши, подекуди віддаляючись від неї на кілька кілометрів. У селі Чоя річку перетинає міст, по якому дорога переходить з південного берега на північний; неподалік від витоку у селі Ускуч дорога перетинає річку у зворотному напрямку.